# (9645) Grünewald
(9645) Grunewald, désignation internationale (9645) Grünewald, est un astéroïde de la ceinture principale.

## Description
(9645) Grunewald est un astéroïde de la ceinture principale. Il fut découvert le 5 janvier 1995 à Tautenburg par Freimut Börngen. Il présente une orbite caractérisée par un demi-grand axe de 2,75 UA, une excentricité de 0,10 et une inclinaison de 3,3° par rapport à l'écliptique.

## Compléments